# 皮拉图巴
皮拉图巴是巴西圣卡塔琳娜州的一个市镇。总面积145.701平方公里，总人口4570人，人口密度31.4人/平方公里。